# إبينو (ميازاكي)
مدينة إبينو (بالإنجليزية: Ebino) هي أحد المدن التابعة لمحافظة ميازاكي. تأسست رسميًا في 01/12/1970. ويقدر عدد سكانها بـ 22445 نسمة حسب تقدير مكتب الإحصاء الياباني لعام 2012. تبلغ مساحة إبينو 283 كم2. بكثافة سكانية تبلغ 79.3 نسمة/كم2.